# Charles Parish von Senftenberg
Charles Parish (1. listopadu 1899 Žamberk – 5. ledna 1976 Beamsville, Ontario, Kanada) byl český šlechtic z rodu Parishů.

## Původ a život
Narodil se jako druhý syn Oskara Parishe von Senftenberg (25. 10. 1864 Würzburg – 19. 11. 1925 Immendorf) a jeho ženy Adelheid Anny Marie Josephy Wiedersperger von Wiedersperg (3. 9. 1872 Medlešice – 7. 9. 1963 Vídeň) na zámku v Žamberku, kde prožil své dětství a mládí. Jeho starší bratr Georg-Marmaduke (1896–1915) padl v první světové válce. V letech 1938 a 1939 byl Charles účastníkem všech tří deklarací české šlechty (na té třetí ze září 1939 je vlastnoručně podepsán jako Karel Parish). V roce 1942 byla na majetek uvalena nucená nacistická správa. Za války na zámku ukrýval pět důstojníků z Británie, Austrálie a Nového Zélandu. Po komunistickém převratu v roce 1948 emigroval s celou rodinou přes Německo, Haag a Anglii do Kanady. Zde pracoval jako účetní a po roce práce zakoupil farmu v Beamsville, kde v roce 1976 zemřel.
Jedním z jeho šesti dětí s Elisabeth rozenou Oppersdorff byl John Marmaduke Oskar Parish (1923–2020), který po roce 1989 získal zabavený rodinný majetek částečně zpět.